# 篠崎和子
篠崎 和子（しのざき かずこ、1954年5月26日 - ） は、日本の植物学者。植物分子生理学専攻。東京大学名誉教授。みどりの学術賞等受賞。夫は篠崎一雄。

## 人物・経歴
群馬県前橋市生まれ。1973年群馬県立前橋女子高等学校卒業。1977年日本女子大学家政学部家政理学科Ⅱ部（生物農芸学専攻）卒業。1979年東京工業大学（のちの東京科学大学）大学院総合理工学研究科修士課程修了。1982年同生命化学専攻博士課程修了、理学博士、日本学術振興会奨励研究員（国立遺伝学研究所）。1984年名古屋大学遺伝子実験施設特別研究員。1987年ロックフェラー大学博士研究員。1989年理化学研究所基礎科学特別研究員。1993年農林水産省国際農林水産業研究センター生物資源部主任研究官。2004年東京大学大学院農学生命科学研究科教授。2020年東京大学名誉教授、東京農業大学農生命科学研究所教授。2022年東京農業大学総合研究所教授。

## 受賞
- 日本植物学会奨励賞 1993年[8]
- 東京テクノフォーラム21ゴールドメダル賞 2000年[8]
- 茨城県科学技術振興財団つくば賞 2002年[8]
- 文部科学大臣賞 2002年[8]
- 日本植物生理学会賞 2009年[8]
- みどりの学術賞 2018年[8]
- 日本学士院賞 2023年